# Panamerikanische Spiele 2019/Leichtathletik – Hammerwurf der Frauen
Der Hammerwurf der Frauen bei den Panamerikanischen Spielen 2019 fand am 10. August im Villa Deportiva Nacional in der peruanischen Hauptstadt Lima statt.
Zwölf Hammerwerferinnen aus neun Ländern nahmen an dem Wettbewerb teil. Die Goldmedaille gewann Gwewn Berry mit 74,62 m, Silber ging an Brooke Andersen mit 71,07 m und die Bronzemedaille gewann Rosa Rodríguez mit 69,48 m.

## Rekorde
Vor dem Wettbewerb galten folgende Rekorde:
| Weltrekord        | Anita Włodarczyk | 82,98 m | Warschau, Polen                                | 28. August 2016  |
| Rekord der Spiele | Yipsi Moreno     | 75,62 m | Panamerikanische Spiele in Guadalajara, Mexiko | 24. Oktober 2011 |

## Ergebnis
10. August 2019, 14:00 Uhr
| Platz | Athletin              | Land               | 1. Versuch | 2. Versuch | 3. Versuch | 4. Versuch                                  | 5. Versuch                                  | 6. Versuch                                  | Weite (m) |
| ----- | --------------------- | ------------------ | ---------- | ---------- | ---------- | ------------------------------------------- | ------------------------------------------- | ------------------------------------------- | --------- |
|       | Gwen Berry            | Vereinigte Staaten | 65,75      | 70,19      | x          | 70,40                                       | 72,88                                       | 74,62                                       | 74,62     |
|       | Brooke Andersen       | Vereinigte Staaten | 71,07      | x          | 68,90      | 67,95                                       | 70,89                                       | x                                           | 71,07     |
|       | Rosa Rodríguez        | Venezuela          | 68,34      | 69,48      | x          | 66,71                                       | x                                           | x                                           | 69,48 SB  |
| 4     | Mariana Marcelino     | Brasilien          | 65,16      | 61,67      | 64,45      | 66,15                                       | 61,73                                       | x                                           | 66,15     |
| 5     | Valeria Chiliquinga   | Kolumbien          | 66,11      | 65,61      | 64,77      | 65,78                                       | 64,56                                       | 64,68                                       | 66,11     |
| 6     | Camryn Rogers         | Kanada             | 65,64      | x          | 65,97      | x                                           | 64,81                                       | 66,09                                       | 66,09     |
| 7     | Yaritza Martínez      | Kuba               | 62,89      | 65,91      | 59,65      | 65,27                                       | 56,68                                       | 64,25                                       | 65,91     |
| 8     | Jillian Weir          | Kanada             | 65,41      | x          | x          | x                                           | x                                           | x                                           | 65,41     |
| 9     | Mariana García Walker | Chile              | 62,16      | x          | 63,39      | nicht im Finale der besten acht Athletinnen | nicht im Finale der besten acht Athletinnen | nicht im Finale der besten acht Athletinnen | 63,39     |
| 10    | Jennifer Dalgren      | Argentinien        | x          | 60,29      | 63,22      | nicht im Finale der besten acht Athletinnen | nicht im Finale der besten acht Athletinnen | nicht im Finale der besten acht Athletinnen | 63,22     |
| 11    | Amanda Almendáriz     | Kuba               | x          | x          | 60,98      | nicht im Finale der besten acht Athletinnen | nicht im Finale der besten acht Athletinnen | nicht im Finale der besten acht Athletinnen | 60,98     |
| 12    | Ximena Zorrilla       | Peru               | 59,37      | 58,87      | 57,87      | nicht im Finale der besten acht Athletinnen | nicht im Finale der besten acht Athletinnen | nicht im Finale der besten acht Athletinnen | 59,37     |